# Maria Roman Sławiński
Maria Roman Sławiński (ur. 6 września 1931 w Tarnowie, zm. 27 listopada 2014 w Warszawie) – polski sinolog.

## Życiorys
W 1950 zdał egzamin maturalny w Liceum w Mościcach.
W 1951 został wydelegowany przez wydział współpracy zagranicznej UJ na studia w Pekinie. Studiował na Uniwersytecie Tsinghua i Renmin, a następnie kontynuował naukę na Uniwersytecie Warszawskim, gdzie pracował od 1955, obronił w 1964 pracę doktorską i przedstawił w 1974 habilitację. W 1976 został odznaczony Złotym Krzyżem Zasługi. W 1985 uzyskał tytuł profesora zwyczajnego. Kierował Zakładem Azji w Centrum Badań Konfucjanizmu Współczesnego Instytutu Kultur Śródziemnomorskich i Orientalnych Polskiej Akademii Nauk. Maria Roman Sławiński był wykładowcą związanym z Uniwersytetem Warszawskim, Uniwersytetem Jagiellońskim oraz Krakowską Szkołą Wyższą im. A. Frycza Modrzewskiego, współtworzył działającą od 1 października 2012 Katedrę Sinologii Katolickiego Uniwersytetu Lubelskiego.
Specjalizacją prof. Marii Romana Sławińskiego była nowożytna historia Chin oraz etnologia Chin kontynentalnych i Tajwanu. Przedmiotem badań naukowych było zagadnienie współczesnego konfucjanizmu w Azji Wschodniej.
W wolnym czasie zajmował się malarstwem, stworzył ponad sto pięćdziesiąt obrazów tworzonych techniką olejną. Jego prace były prezentowane m.in. na wystawach indywidualnych w Krakowie i Lublinie.
Jego dorobek naukowy obejmuje dwanaście książek oraz ponad sto pięćdziesiąt prac naukowych. Wypromował doktoraty m.in. Lidii Kasarełło i Łukasza Gacka.
Jego pierwszą żoną była Irena Sławińska wł. Hu Peifang, pisarka i publicystka. Pochowany na Cmentarzu Wojskowym na Powązkach (kwatera AIII kolumbarium-4-34).